# Синхронність (Цілком таємно)

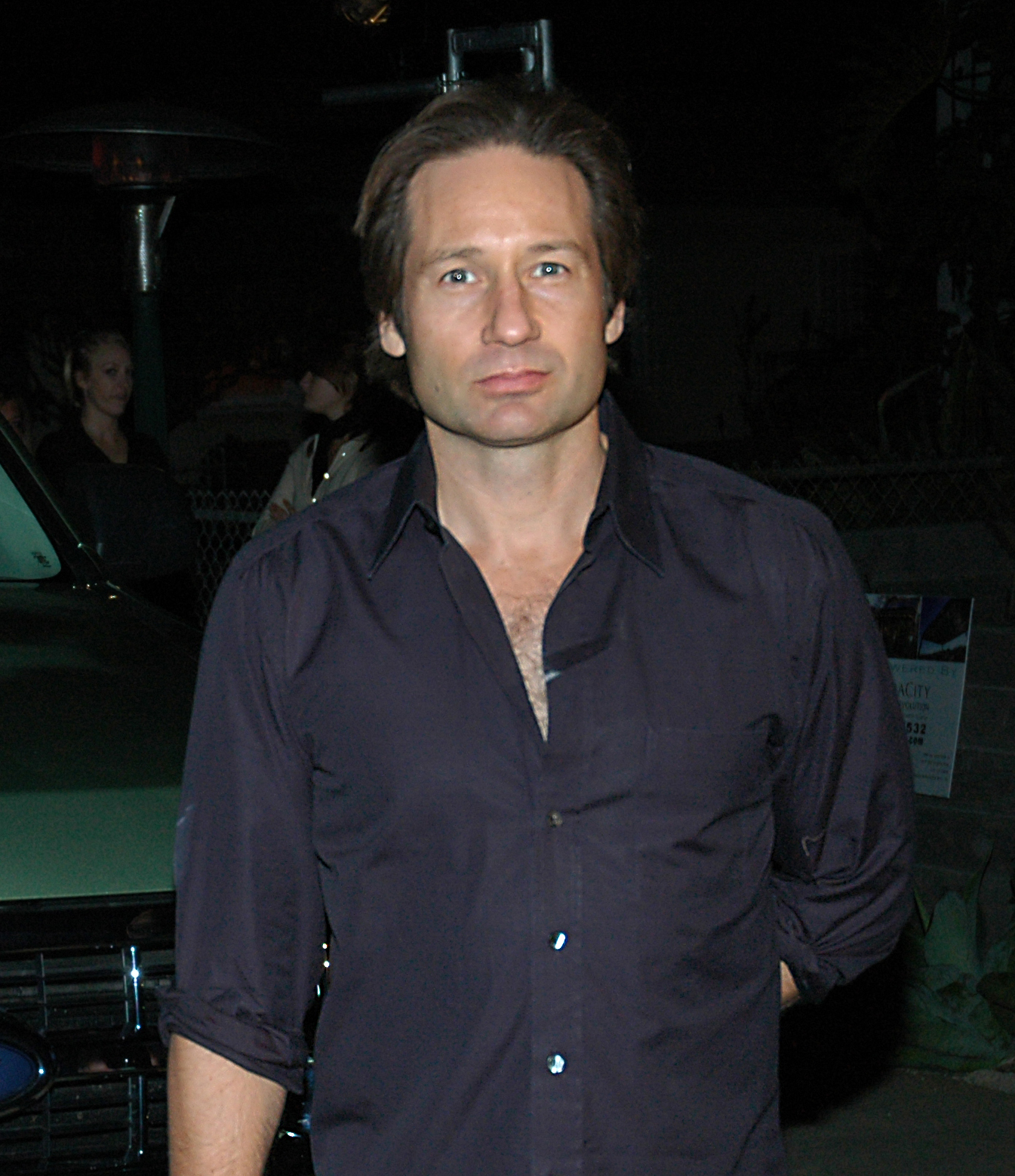

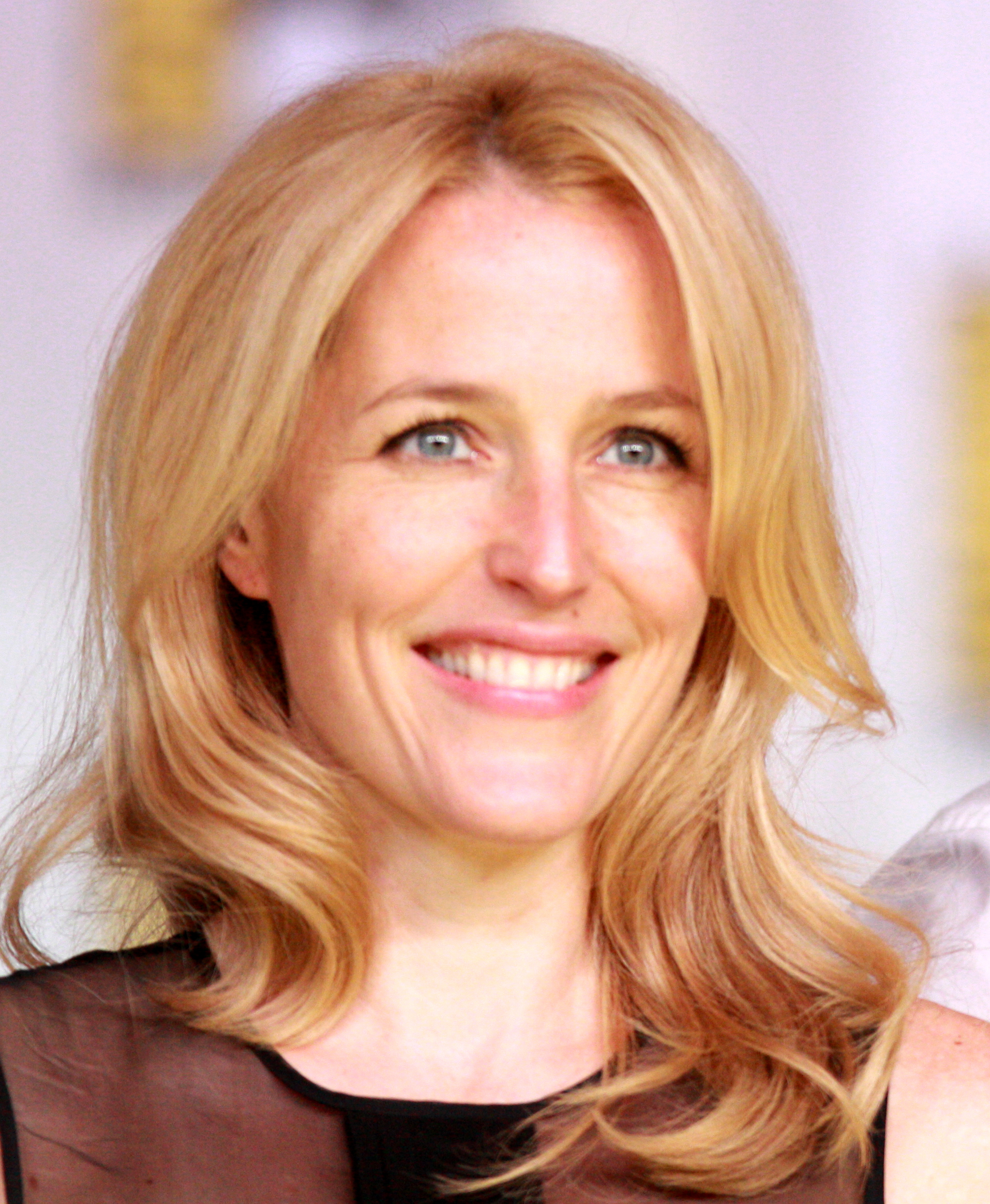

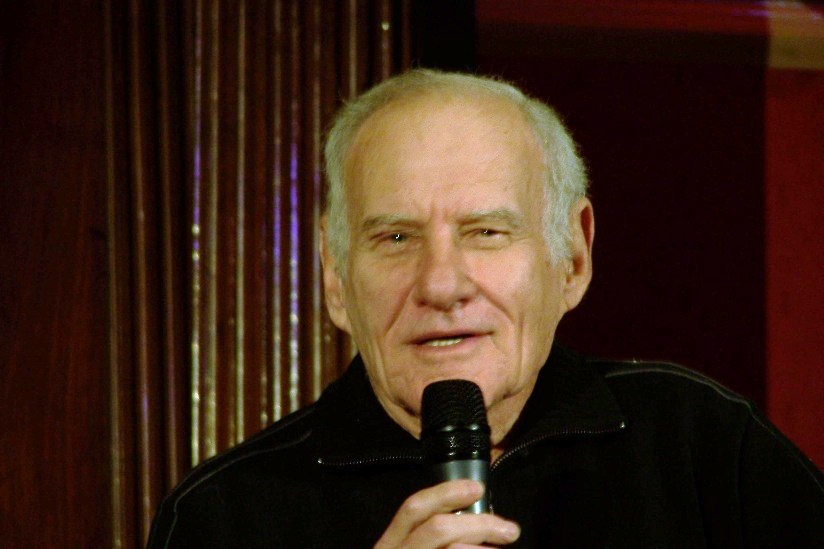

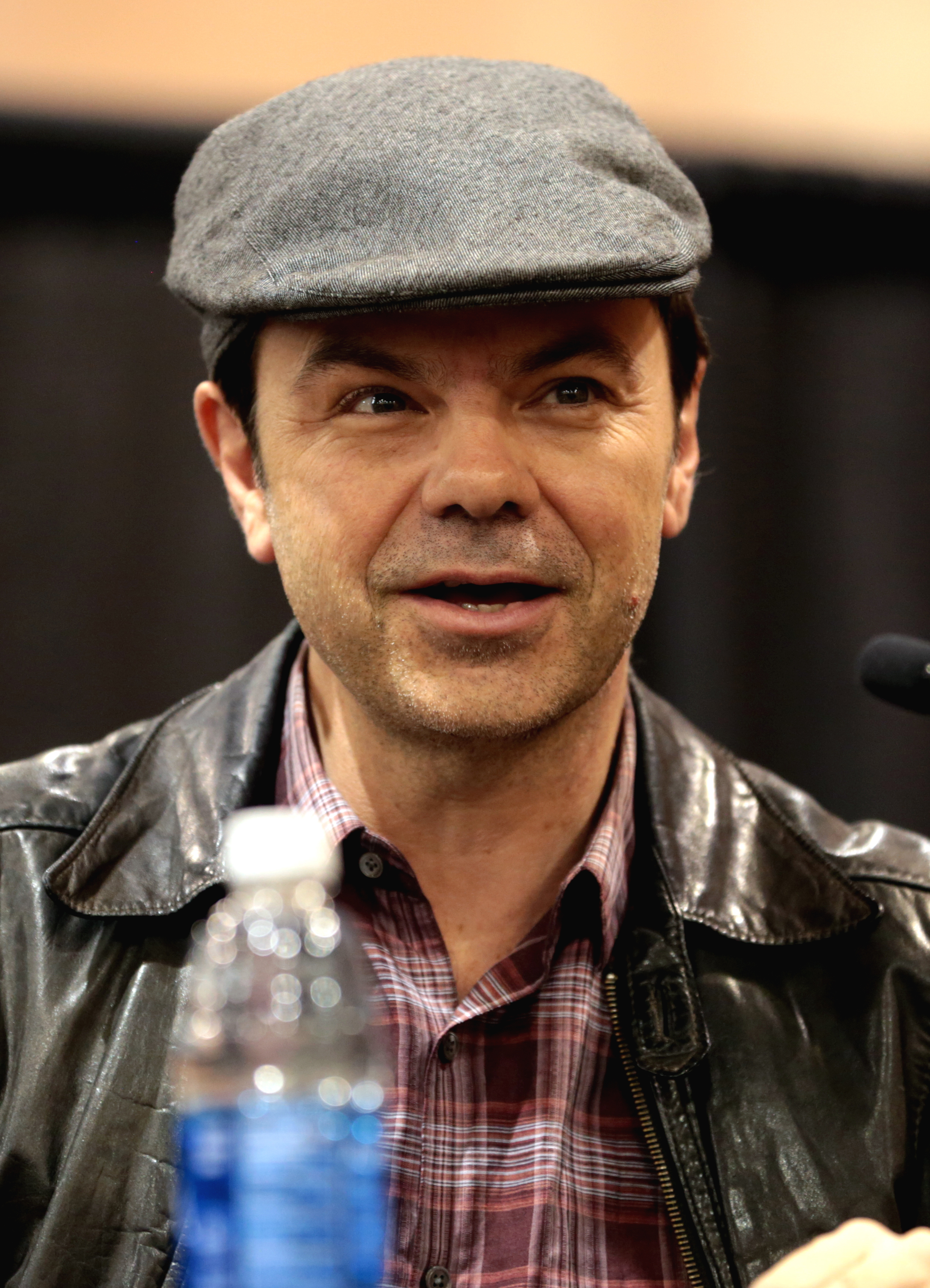

Синхронність (Synchrony) — дев'ятнадцята серія четвертого сезону американського науково-фантастичного телевізійного серіалу «Цілком таємно». Прем'єра в мережі «Фокс» відбулася 13 квітня 1997 року.
Епізод відноситься до «монстра тижня» і не пов'язаний з «міфологією серіалу».
Серія за шкалою Нільсена отримала рейтинг домогосподарств 11,3 з часткою 18.09 — приблизно 11,3 % всіх телевізорів сімей та 18 % відсотків домогосподарств, які переглядають телевізор, були налаштовані на серію; загалом 18,01 мільйона глядачів переглянули епізод під час його первісного ефіру.

## Зміст
Істина за межами досяжного
В Кембриджі співробітники-кріотехніки Массачусетського технологічного інституту Джейсон Ніколс та Лукас Мененда йдуть по вулиці й сперечаються. До них підходить старий чоловік і попереджає — Лукас сьогодні увечері загине в 11:46 під колесами автобуса, але Мененда ігнорує його слова. Згодом старого чоловіка арештовують охоронці в кампусі, однак його слова підтверджуються, коли Джейсон безуспішно намагається врятувати Менанда — він гине під колесами автобуса в 23:46.
Фокс Малдер і Дейна Скаллі розслідують цей випадок і дізнаються — Джейсона взяли під варту після того, як водій автобуса повідомив що Ніколс штовхнув Мененду під колеса. Однак Джейсон переконує поліцейських, що він намагався врятувати Мененду. Охоронець, який арештовував старого чоловіка, є забитий холодоагентом. Малдер допитує Джейсона, науковець пояснює — Мененда хотів оприлюднити докази, що його колега підробив дані дослідницької роботи.
Старий чоловік вбиває японського дослідника доктора Йоніті, вдавивши його металічним стилусом та впорснувши до організму якусь хімічну речовину. Агенти звертаються до подруги та колеги Ніколса Лізи Янеллі, яка визначає невідому сполуку як швидкозамерзаючий хімічний реактив — Джейсон роками працював над його створенням. Однак Ліза стверджує — сполука ще не винайдена, і у випадку коли Йоніті буде введено хімічний засіб, то він може виявитися не мертвим. З допомогою Лізи Дейна та медичний персонал здійснюють успішну реанімацію Йоніті; температура йрнр тіла швидко зростала, аж доки не відбулося самозагоряння. Поліція отримує дані, що старий чоловік проживає в сусідньому готелі. В його кімнаті агенти знаходять вицвілу кольорову фотографію — на ній зняті Джейсон, Йоніті та Ліза — вони в кріолабораторії піднімають келихи з шампанським. Малдер по розгляді світлини робить висновок: старий чоловік — це мандрівник в часі, котрий намагається змінити майбутнє, і ним є Джейсон Ніколс.
Ліза знаходить старого чоловіка і зіштовхується з ним; чоловік вводить їй ін'єкцію якоїсь речовини, пояснюючи свій вчинок відповідальністю Лізи за майбутнє. Дейна успішно реанімує Лізу. Джейсон зіштовхується зі старим собою у примішенні кріолабораторії із комп'ютерним мейнфреймом, де старший Джейсон видаляв усі свої-його файли з бази даних. Старший Джейсон пояснює свій вчинок — успіх їхніх досліджень дозволив здійснювати подорожі в часі, але світ занурився у хаос. Молодший Джейсон кидається на старщого та душить його. Старший Джейсон охоплює молодшого себе і спалахує, вогонь їх поглинає.
Через якийсь час Ліза в кріолабораторії починає працювати, намагаючись відновити хімічну сполуку.

## Створення
Після того як Кріс Картер і Говард Гордон написали сценарій «Невідомщеного», Картер визначив за необхідне Гордону створити новий епізод з Девідом Ґрінволтом, який був новим в колективі — прилучився за кілька місяців до того як продюсер. Гордон і Ґрінволт під час робочої зустрічі почали писати майбутній сценарій «Синхронності». В часі написання вони намагалися підібрати хороший та оригінальний сюжет і майже дійшли згоди — в серії ув'язнений мінятиме тіло з іншою людиною аби уникнути ув'язнення. Однак Гордон висловив незадоволення таким сюжетом, оскільки вважав — такий розвиток є занадто віддалений від попередньої лінії серіалу. Врешті якось Гордон і Ґрінволт прочитали статтю в Scientific American про подорож в часі, у якій стверджувалося: хоча класична фізика не передбачає тимчасового зміщення, квантова механіка вбачає можливість імовірності такого. Автори були заінтиговані такою концепцією і вирішили переписати сценарій навколо такої імовірності.
Гордон вирішує — вельми ефектно та схоже на міфологію «Цілком таємно» було б представити історію мандрівника в часі «який, як виявляється — ти». Говард вирішив описати головного антагоніста як вченого, що шкодує про зроблене — на основі історії творця Мангеттенського проєкту фізика Роберта Оппенгеймера щодо рішення Гаррі Трумена про ядерне бомбардування Хіросіми і Нагасакі. Це спонукало Гордона зробити риторичне запитання: «Що було б, якби Оппенгеймер міг повернутися в минуле і „вигадати“ бомбу?». По тому Гордон і Ґрінволт почали обмірковувати можливість вкраплення в сюжетній лінії фаталістичного детермінізму, викликаного здатністю бачити майбутнє і «зазначати з минулого»: «Життя саме по собі — це невідомість та відкриття того що перед нами [в майбутньому]. Але якби всі, чи хоча б деякі люди, знали що відбуватиметься, це б призвело до нової серії жахіть, і їх якось треба було б зупинити».
Написання сценарію до «Синхронності» зайняло тиждень, однак певні сеанси замість робочого дня тривали по 15 годин. Гордону і Ґрінволту в «шліфуванні» сюжету допомагали колеги-письменники Кен Гортон, Джон Шибан та співвиконавчий продюсер Френк Спотніц. За кілька днів до планованого початку зйомок Гордон все ще несамовито переробляв сюжет; в цьому часі він видалив багато планованих сцен, серед них два «персонажі-змарнілі науковці» (серед них описувався прототип Стівена Гокінга)— хід, який, як згодом вважав Гордон, дійсно міг загострити сюжетну лінію. Девід Духовни згодом повідомив — кілька сцен все ж були відзняті, але їх відклали — «бо глядачам могло лишитися незрозумілим — що ж відбувається». Гордон згодом сказав: «Зрештою, я вважаю це спрацювало, але потрапити в ціль було дійсно важко» Досвід написання даного сюжету виявився настільки складним що Гордон майже прийшов до думки про необхідність призупинити зйомку, і коли врешті було написано сценарій, він зарікся писати про подорожі в часі.

## Сприйняття
Перший показ епізоду відбувся в мережі «Фркс» 15 квітня 1997 року. Цей епізод отримав рейтинг Нільсена 11,3 з часткою 18, що означає, що приблизно 11,3 відсотка всіх домогосподарств, обладнаних телевізорами, і 18 відсотків домогосподарств, що дивляться телевізор, були налаштовані на цей епізод. Його переглянули 18,01 мільйона глядачів.
Оглядач The A.V. Club Зак Гандлен оцінив епізод на «B-». Він вважав — епізод не працює так добре як міг би через «емоційну відстороненість, яка змусила не турбуватися про вчених і їх історію та виявлення деяких дій старого Джейсона нелогічними». Оглядачка Пола Вітаріс для Cinefantastique оцінила «Синхронність» на 2 зірки з 4-х, угледівши певні сюжетні діри, не вельми переконлмві персонажі другого ряду, і що подорож в часі забирає реальність, яка є фкндаментом «Цілком таємно». Роберт Ширман та Ларс Пірсон у своїй книхі «Хочемо вірити: критичний посібник з „Цілком таємно“, Мілленіуму та Самотніх стрільців», оцінили серію на 2.5 зірки з 5-ти, похваливши високу концепцію" (high-concept) про яку оповідають безпретензійно". Також вони назвали епізод як солідний і спостережливо зроблений — незважаючи на певні недоліки як то: не цілковито опрацьований сценарій та не повністю вивчена потенціально потужна коцепція подорожі в часі.

## Знімались
| Актор                | Роль                   |
| -------------------- | ---------------------- |
| Девід Духовни        | Фокс Малдер            |
| Джилліан Андерсон    | Дейна Скаллі           |
| Джед Ріс             | Лукас Менанд           |
| Джозеф Фуґуа         | Джейсон Ніколс         |
| Сусан Лі Гоффман     | Ліса Янеллі            |
| Гіро Канаґава        | доктор Йонеші          |
| Патриція Ідлетт      | черговий адміністратор |
| Елісон Меттью        | доктор                 |
| Майкл Фейрман        | Олдер Джейсон Ніколс   |
| Джонатан Ллойд Вокер | Чак Лукерман           |